# Olga Kowalczyk
Olga Urszula Kowalczyk – polska ekonomistka, dr hab. nauk ekonomicznych, profesor nadzwyczajny Katedry Socjologii i Polityki Społecznej Wydziału Ekonomii i Finansów Uniwersytetu Ekonomicznego we Wrocławiu.

## Życiorys
27 maja 1993 obroniła pracę doktorską Proces rehabilitacji osób niepełnosprawnych w warunkach transformacji systemu społeczno-ekonomicznego, 29 listopada 2004 habilitowała się na podstawie pracy zatytułowanej Rola pomocy osobistej w procesie integracji społecznej osób niepełnosprawnych w Polsce i w innych krajach. Została zatrudniona na stanowisku profesora w Dolnośląskiej Wyższej Szkole Służb Publicznych "ASESOR" we Wrocławiu.
Jest profesorem nadzwyczajnym w Katedrze Socjologii i Polityki Społecznej Wydziału Ekonomii i Finansów Uniwersytetu Ekonomicznego we Wrocławiu.